# Lumberton (Nuevo México)
Lumberton es un lugar designado por el censo ubicado en el condado de Río Arriba en el estado estadounidense de Nuevo México. En el Censo de 2010 tenía una población de 73 habitantes y una densidad poblacional de 58,97 personas por km².

## Geografía
Lumberton se encuentra ubicado en las coordenadas 36°55′58″N 106°56′7″O / 36.93278, -106.93528. Según la Oficina del Censo de los Estados Unidos, Lumberton tiene una superficie total de 1.24 km², de la cual 1.24 km² corresponden a tierra firme y (0%) 0 km² es agua.

## Demografía
Según el censo de 2010, había 73 personas residiendo en Lumberton. La densidad de población era de 58,97 hab./km². De los 73 habitantes, Lumberton estaba compuesto por el 56.16% blancos, el 2.74% eran afroamericanos, el 5.48% eran amerindios, el 0% eran asiáticos, el 0% eran isleños del Pacífico, el 26.03% eran de otras razas y el 9.59% pertenecían a dos o más razas. Del total de la población el 71.23% eran hispanos o latinos de cualquier raza.